# Koffi N'Guessan
Koffi N'Guessan , né le 1er janvier 1955 à Affalikro, dans la sous-préfecture de Niablé (Abengourou), est un homme politique ivoirien. Il est l'actuel Ministre de l’enseignement technique, de la formation professionnelle et de l’apprentissage de la République de Côte d'Ivoire,.

## Biographie

### Études et formations
Koffi N'Guessan a d'abord fait ses études à l'Université de Cocody de 1975 à juin 1978. Il y a obtenu un Duel et une licence de géographie. Ensuite, de 1978 à 1981, il poursuit sa formation à l’Institut de formation et de recherche démographiques (IFORD) de Yaoundé au Cameroun, où il obtient un diplôme d'études démographiques (DED). Des années plus tard, précisément en octobre 1993, Koffi N'Guessan acquiert un Doctorat de 3e cycle de démographie à l’Institut de Démographie de Paris, Université de Paris 1,. Deux ans après (en 1995), il est nommé dans le corps des Maîtres-assistants des Universités,.

### Vie professionnelle
Koffi N'Guessan a d'abord exercé comme enseignant-chercheur à l’École nationale supérieure de statistique et d’économie appliquée d’Abidjan (ENSEA) à partir de 1982,. Au sein de ladite école, il occupe ensuite le poste de directeur des études de 1987 à 1994 avant d'être nommé directeur de l'ENSEA en 1995. Fonction qu'il exercera jusqu'en 2015. Aussi, en 2011, Koffi N'Guessan a été le directeur général par intérim de l’Institut National Polytechnique Félix Houphouët-Boigny (INP-HB) de Yamoussoukro, avant de se voir confirmer directeur général dudit Institut en novembre 2011. Il exerce alors la double fonction de directeur général de l'INP-HB et directeur général de l'ENSEA entre 2011 et 2015, avant de se consacrer uniquement à son poste à l'INP-HB jusqu'à son entrée au gouvernement.
Le 6 avril 2021, Koffi N'Guessan est nommé Ministre de l’enseignement technique, de la formation professionnelle et de l’apprentissage.

### Vie associative et autres fonctions occupées
Koffi N'Guessan a occupé plusieurs autres fonctions dans sa carrière. D'abord membre de l’Association internationale des statisticiens d’enquête (AISE), puis membre de l'Union internationale pour l'étude scientifique de la population (UIESP), il a été le vice-président de l'Union pour l’étude de la population africaine (UEPA) de 2000 à 2003 avant d'en prendre la tête en tant que président de 2004 à 2007. Ensuite, Koffi N'Guessan a été membre du Comité de pilotage du programme de comparaison internationale (PCI) mis en œuvre par la Banque Mondiale et la Banque Africaine de Développement (BAD) de 2005 à 2008 avant d'intégrer le Conseil scientifique de l’Institut national d’études démographiques (INED) de Paris, en tant que membre de 2009 à 2018. Il a aussi été membre du Conseil scientifique du projet « Migration, recompositions spatiales », initié par l’Agence française de développement (AFD) et mis en œuvre par l’Institut de recherche pour le développement (IRD France) de 2005 à 2010.
Koffi N'Guessan a successivement été président honoraire de la Société nationale ivoirienne de gériatrie et de gérontologie, président honoraire de la Conférence des directeurs des Écoles de statistique africaines (CODESA), président honoraire du Groupe de formation en statistique en Afrique, institué par la Commission économique pour l'Afrique (CEA), la Banque Africaine de Développement, la Coopération française et l’ACBF(African Capacity Building Foundation).
Enfin, de 2018 à 2020, Koffi N'Guessan a présidé le Réseau d’excellence de sciences de l’ingénieur de la Francophonie (RESCIF).

## Distinctions
- 1987 : Chevalier de l’Ordre National de Côte d’Ivoire[2],[6]

- 2002 : Chevalier de l’Ordre des Palmes Académiques de la France[1],[2],[6]

- 2008 : Commandeur de l’Ordre de l’Éducation Nationale[2],[6]

- 2016 : Docteur Honoris Causa du Conservatoire national des arts et métiers de Paris[1],[2],[6]

- 2016 : Officier de l’Ordre National de Côte d’Ivoire[1],[2],[6]